# Ронгбук
Ронгбук (тиб. རྫ་རོང་ཕུ་དགོན་,, інші варіанти вимови: Ронгпу, Ронгфу, Ронгфук і Ронг сбуг; кит. 絨布寺, піньїнь: Róngbù Sì 絨布寺), відомий як Дзаронгпу або Дзаронг — тибетсько-буддистський (школа Ньїґнма) монастир у волості Басум , повіту Тінгрі, міський округ Шигацзе, Тибетський автономний район, Китайська Народна Республіка. 

## Місцезнаходження
Монастир Ронгбук розташований біля підніжжя Джомолунгми, на північ від гори, на висоті 4980 м над рівнем моря, в кінці долини Дзакар Чу  . 

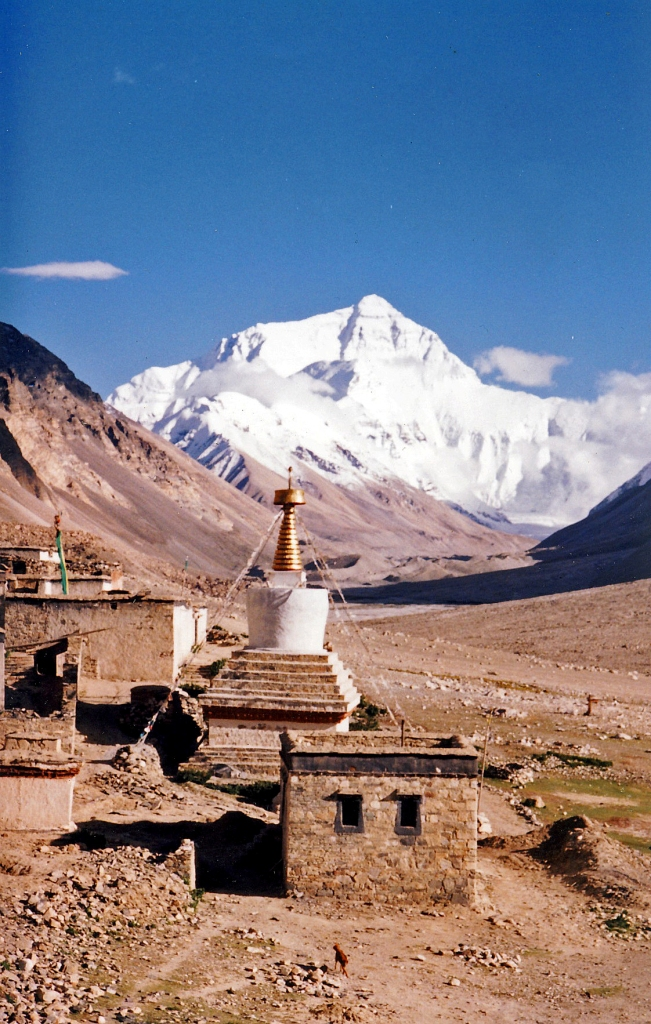
Джомолунгма, вид з монастиря Ронгбук

Ронгбук відомий як найвисокогірніший монастир в світі . Для шерпів, що живуть на південних схилах Евересту в регіоні Кхумбу Непалу, монастир Ронгбук - важливе місце паломництва, до якого їм кілька днів шляху Гімалаями через перевал Нангпа-Ла . Альпіністи, які в 1920-тих - 1930-тих роках здійснювали спроби сходження на Джомолунгму, також регулярно зупинялися в цьому монастирі після п'ятитижневої подорожі з індійського міста Дарджилінг. Більшість давніх і сучасних експедицій, які намагалися зійти на Джомолунгму з північної (тибетської) сторони, мали свій базовий табір біля язика льодовика Ронгбук - приблизно на відстані 8 км на південь від монастиря. 

У наші дні в монастир Ронгбук можна доїхати за дві-три години - по  «Магістралі дружби», з Шелкара (Новий Тінгрі) або зі старого Тінгрі. З монастиря Ронгбук відкриваються захоплюючі види на Північну Стіну Джомолунгми; Джон Ноель (John Noel), один із перших британських дослідників, хто побачив це, так описав свої враження : 

Ніби якийсь неймовірний будівничий, котрий будував вершини й долини, дивовижно оздобив грандіозний передпокій, що веде до гори.
Оригінальний текст (англ.)
Some colossal architect, who built with peaks and valleys, seemed here to have wrought a dramatic prodigy—a hall of grandeur that led to the mountain.

## Архітектура
На передньому фасаді монастиря - велика кругла терасована ступа з релікварієм. 

## Історичне, релігійне і культурне значення

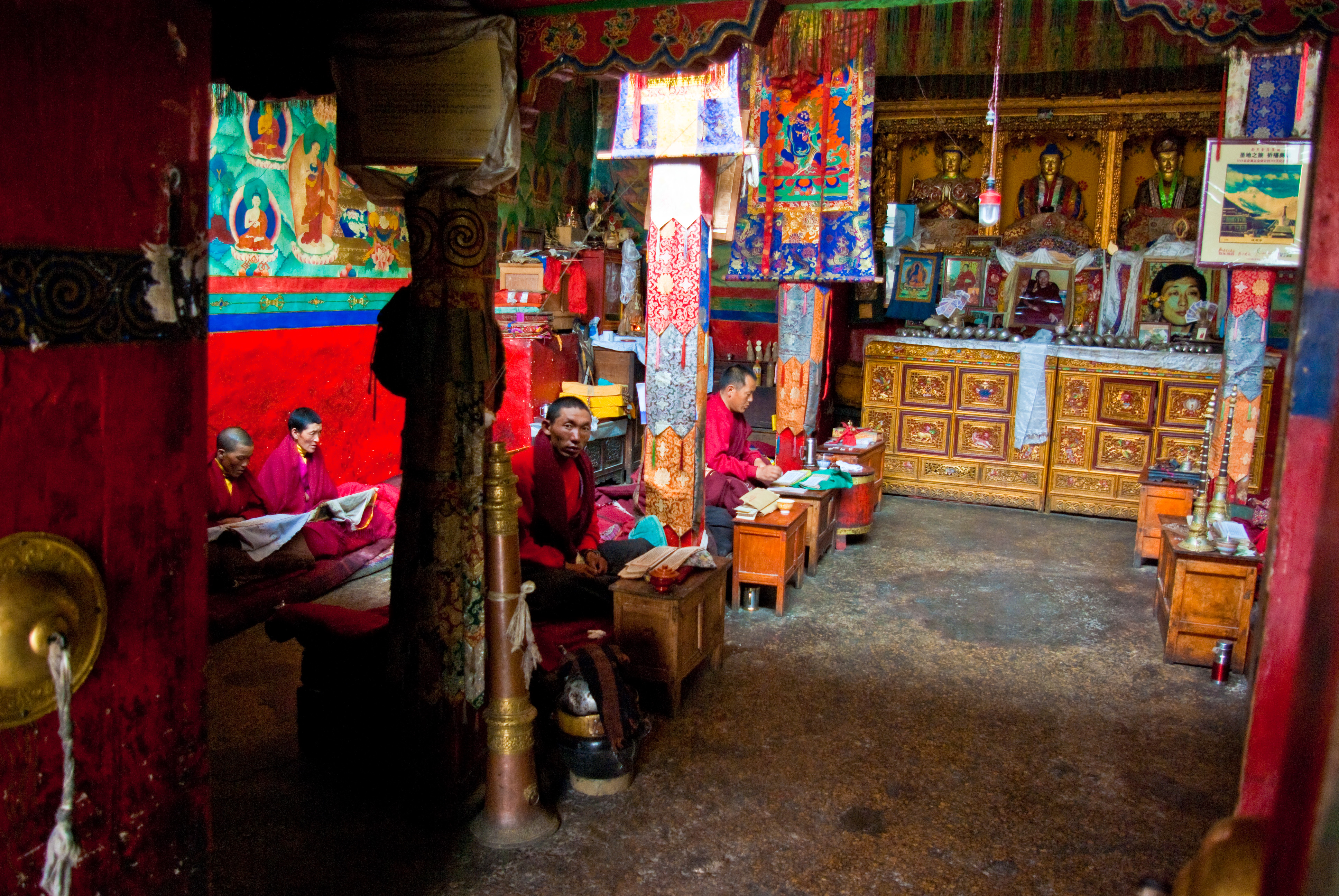
Ченці в монастирі Ронгбук

Власне монастир Ронгбук був заснований в 1902 році Нгвангом Тензіном Норбу, ламою школи Ньїнґма . Але на цьому місці ще з XVIII століття були хатини і печери, які використовувалися жіночою чернечою громадою для медитацій . Входи в ті медитаційні печери і зараз прикрашають вирізані на їхніх стінах сакральні склади і молитви. 
У 1974 році монастир Ронгбук був повністю зруйнований в ході Культурної революції в Китаї, і кілька років лежав у руїнах. Це було відображено фотожурналістом Галеном Ровеллом в 1981 р. . 
Відновлення монастиря почалося в 1983 році; відтоді була виконана величезна робота; деякі нові фрески зроблені просто чудово. Зараз в монастирі є гостьовий дім і маленький, але затишний ресторан . 
За словами Майкла Пеліна, в нових житлових будинках Ронгбука мешкає 30 буддистських ченців і 30 черниць , але за іншими джерелами, які посилаються на слова місцевих жителів, - зараз там всього 20 черниць і 10 ченців, в той час як раніше в Ронгбуку було близько 500 ченців і черниць . 
У 2011 році монастир Ронгбук зайняв перше місце в складеному компанією CNN списку «Великих місць для пустельників» (англ. Great Places to be a Recluse) . 

## Фотогалерея

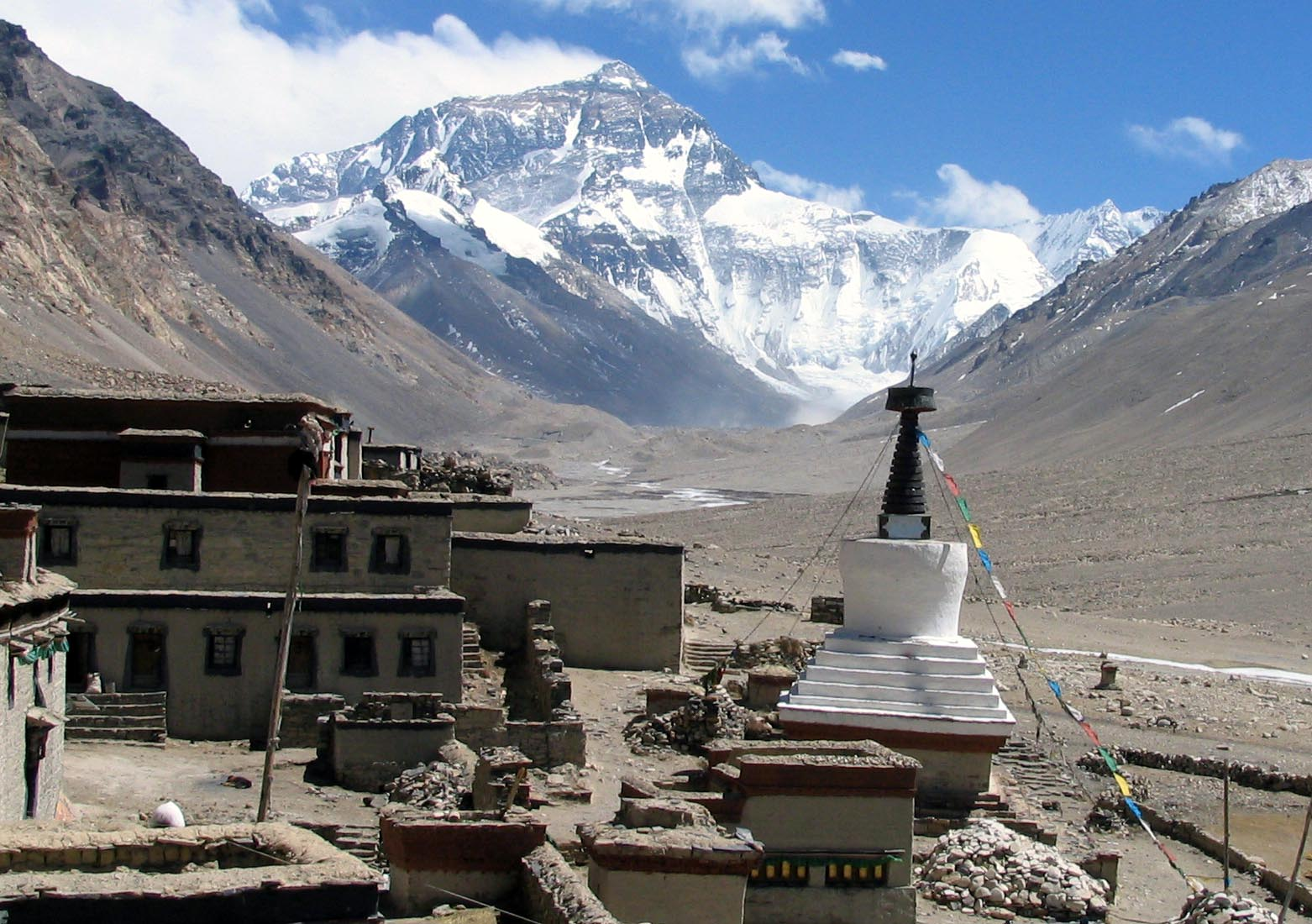
Вид на монастир Ронгбук, долину Ронгбук і Джомолунгму
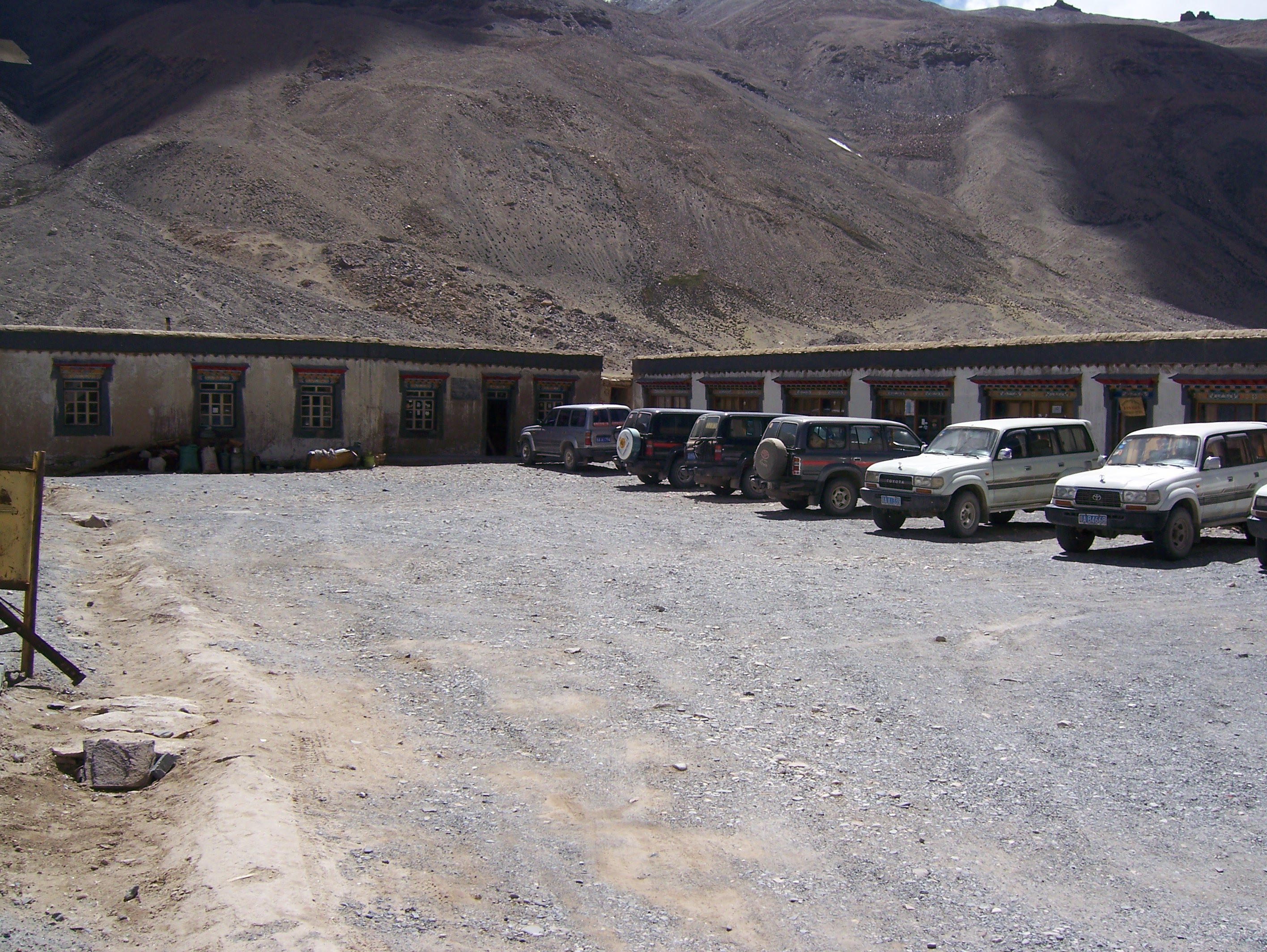
Готель (гостьовий дім) монастиря Ронгбук
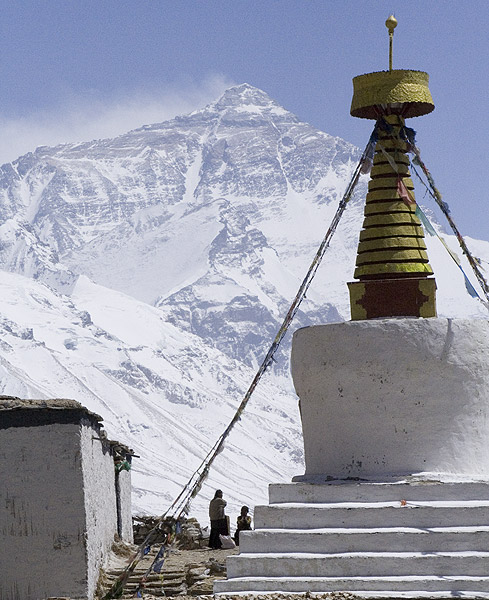
Фотографія з проекту «Еверест за мир» (англ. Everest Peace Project)